# Pediasia hispanica
Pediasia hispanica is een vlinder uit de familie grasmotten (Crambidae). De wetenschappelijke naam is voor het eerst geldig gepubliceerd in 1956 door Stanisław Błeszyński.
De soort komt voor in Europa.